# Pandaves
Els pandaves segon el Mahabharata, un text èpic hindú, eren els cinc fills reconeguts de Pandu, per les seves dues esposes Kunti i Madri, que era la princesa de Madra. Els seus noms eren Yudhishthira, Bhima, Arjuna, Nakula i Sahadeva. Els cinc germans es van casar amb la mateixa dona, Draupadi. Junts, els germans van lluitar i van prevaler en una gran guerra contra els seus cosins els Kauraves, que fou coneguda com la guerra de Kurukshetra.